# 費禕
費 禕（ひ い）は、中国後漢末期から三国時代の蜀漢にかけての政治家・武将。字は文偉。荊州江夏郡鄳県の人。同族は費伯仁・費観。子は費承・費恭・女子一人（劉璿の妻）。『三国志』蜀書に伝が立っている。
蔣琬・董允などとともに蜀の政治を支えた人物。諸葛亮・蔣琬・董允と共に蜀の四相と称される。

## 略歴
父母を早くに亡くし、一族で一世代上に当たる費伯仁に身を寄せた。費伯仁の姑が当時益州牧であった劉璋の母であった。この縁で費伯仁が当時の混乱の時代において比較的安定していた益州に呼ばれたため、費禕も義父の計らいで益州へ遊学した。
建安19年（214年）、劉備が益州を支配すると、益州に留まりその家臣となった。董允・許叔龍と共にその盛名を謳われたという。政治手腕に優れていたため、友人の董允と共に劉備の嫡子の劉禅の補佐を任されて舎人・庶子となり、劉禅が即位すると黄門侍郎に任命された。劉璋の外戚という身分から諸葛亮にも厚く信頼され、諸葛亮の命を受けて呉との交渉に向かった時には、孫権の傍らにいた諸葛恪・羊衜から舌鋒鋭く論争を挑まれたが、辞儀を乱さず理に従いつつ答えてついに屈せず、孫権から「君は幾許もしない間に必ず蜀の中心人物になる」と言われ、その性格と才能を高く評価された。
帰国すると侍中に昇進し、その後北伐に際して、諸葛亮に請われ参軍となった。『出師表』の中で「良実、志慮忠純」「貞良死節之臣」と諸葛亮に称えられている。建興8年（230年）に中護軍となり、後に司馬となった。その頃、幕営では常に魏延と楊儀がいがみ合い、時に魏延が刃をちらつかせて脅し、楊儀が涙を流すという事態があった。費禕はそのようなことがあると常に二人の席の間に入り、物の分別を二人に諭した。「力があっても、難しい性格の二人が使い物になったのは、費禕の取り成しがあってのことであった」と陳寿は綴っている。一方で諸葛亮の死後、魏延と楊儀が相次いで失脚した際、費禕は両方の事件に関与した。
その後は蔣琬と共に蜀漢を支え、蔣琬の出世に伴い代わって尚書令となった。北伐の再開を計画する蔣琬に反対した。蔣琬の病が重くなった延熙6年（243年）には、大将軍・録尚書事に昇進した。延熙7年（244年）に魏が蜀侵攻を企てた際は、費禕が総指揮を執り、王平と協力して魏軍を破っている（興勢の役）。その後、蔣琬が固く辞意を示していた益州刺史も兼任するようになり、蔣琬の没後、延熙11年（248年）より費禕が漢中に駐屯し、軍事・国政の全てを担った。また姜維は、これより前の延熙6年（243年）に蔣琬から涼州刺史に任命され、延熙10年（247年）には衛将軍・録尚書事となり、費禕に次ぐ存在となっていた。姜維は大軍を動かして北伐を再開することを希望していたが、費禕は「丞相（諸葛亮）でさえ魏を破れなかったのに、我らでは到底無理だ」と制して多くの兵を与えず、まず内政の安定を計ることを第一とした。
延熙14年（251年）、成都に一度帰還したが「都に宰相の位が見当たらぬ」という望気者の占断を受け、冬には漢寿に駐屯していた。
延熙15年（252年）、大将軍府の開府が許された。
延熙16年正月朔日（253年2月16日）に漢寿で宴席にて、強かに酔った処を魏の降将である郭循に刺され、数日後に死去し、敬侯と諡された。先の占断は費禕の死を予言するものであった。
張嶷は費禕が大将軍となりながら、本性の赴くままに博愛心を示し、帰順したばかりの者を信用し過ぎるのを見て、文書を出してこれを戒め、次のように述べていた。
「昔(後漢の初め)、岑彭は軍兵を率いながら、来歙は節(軍権を示す旗)を杖としながら、共に刺客によって殺害されました。今、明将軍(との)の位は尊く権限は重いのですから、どうか過去の出来事を鏡となさって、少しは警戒なさってください」
死後、陳祗が国政を輔弼し姜維が軍事を主導することとなったが、彼の後を継げる人物がおらず、また黄皓の台頭と連年の北伐により、蜀漢は衰退の一途を辿ることとなった。
広元市昭化区の昭化古城（かつての葭萌関）内に墓所が残る。地級文物保護単位。

## 人物
費禕伝に引かれている『費禕別伝』によると、尚書令時代の費禕は日々の膨大な政事を過ちなくこなしつつも、宴席や博奕などにも遊び呆けていた。しかし、同職を引き継いだ董允がこれを真似ようとすると、数日で仕事が大きく遅滞した。董允は「人の能力の差とはこれ程あるものか。私の力は（費禕に）全く及ばない。一日中仕事をしていても、全く余裕がないではないか」と嘆いた。一方、私生活での費禕は慎み深く質素で、家に蓄財をすることはなかった。
延熙7年（244年）の魏軍による漢中侵攻の際、出陣直前に来敏が費禕を訪ねてきて「しばらく君と会えなくなるから、日頃の囲碁の決着をつけておこう」と申し出た。費禕は勝負を受け、二人で囲碁を打ち始めたが、出陣に際して周囲が慌しくなってゆく様子に、来敏の方が耐えられなくなり「君を試すつもりで勝負を申し出たが、この度胸の据わり具合ならば、いざ前線にあっても何の心配も要らないだろう」と感嘆の意を表した。果たして費禕が前線に赴き、既定の方針に従って指揮を執ったところ、見事に魏軍を撃破し退けたという。
費禕は、諸葛亮死後は北伐消極派の姿勢を明らかにし、蔣琬や姜維の軍事行動に対して反対の姿勢を示している。蔣琬は北伐の計画するにあたって数か月にわたって議論し費禕を説き伏せたが、尚書令として蔣琬の北伐計画に積極的に協力はすることはなかった。さらに蔣琬の病気が悪化すると、朝廷の使者として蔣琬に計画中止を説得した。蔣琬の病気のこともあったが、費禕に代表される蜀の朝廷の消極性は呉に疑念を起こさせ、延熙7年（244年）に呉の歩騭・朱然らは「蜀は魏と通じて呉を攻めようとしている」と上表することとなった。しかし、孫権がこれを容れることはなかったため、呉との同盟関係に影響を与えずに済んだ。また、蔣琬の死後は、姜維の軍事行動に対して大きな兵力を与えないなど掣肘を加えた。
裴松之は『劉禅は凡下の君主であり、費禕は中どころの才の宰相であって、この二人が生きようが死のうが、魏王朝の興亡にはまったく関係がない。』として郭循が暗殺という手段に頼ったことを批判している。

## 伝承
武漢の代表的な名所である黄鶴楼（223年（呉の黄武2年）に建てられたという）には、費禕が黄色い鶴に乗って飛来し、ここで休んだという伝説が存在する。唐の閻伯瑾は『黄鶴楼記』の中で『図経』を引いて費禕の飛来を伝えている。
北宋の『太平寰宇記』や賀鋳の詩『黄鶴楼』にも費禕の伝説が記載され、一方で胡仔の『苕渓漁陰隠叢話』や南宋の張栻も『南軒集』巻一八の『黄鶴楼説』においてこれを強く否定し、費禕登仙説は北宋や南宋、明の時代において黄鶴楼に関する詩や議論の対象となった。なお、黄鶴楼は三国時代に関する詩・史書・地理書においても名所として登場することが多く、例えば『三国志平話』の「玄徳黄鶴楼私道」や雑劇「劉玄徳酔走黄鶴楼」にも登場する。
成都の名所、錦江にかかる万里橋にも費禕の伝説が残る。費禕が呉への使者として赴く際に、諸葛亮による送別の宴において費禕が「万里の路はこの橋より始まるのです」と述べたことによるという（呉から蜀への使者である張温が述べたという説もある）。